# Agostino Aglio (Maler)
Agostino Aglio (* 15. Dezember 1777 in Cremona; † 30. Januar 1857 in London) war ein auf den britischen Inseln tätiger aus der Lombardei stammender Maler, Kupferstecher und Lithograph. Er war in der ersten Hälfte des 19. Jahrhunderts ein angesehenes Mitglied der englischen Gesellschaft.

## Leben

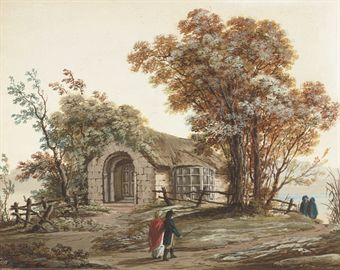
„The Abbey on Inisfallen Island“ entstand bei seiner Irland-Reise.

Zunächst studierte Aglio ab 1789 bei Giocondo Albertolli an der Accademia di Brera, später dann in Rom bei Luigi Campovecchio.  Dort lernte er 1799 den englischen Architekten und Altertumsforscher William Wilkins (1778–1839) kennen. Beide unternahmen eine dreijährige Reise nach Griechenland und Ägypten, um Material für eine Buchreihe zu Antiken zu sammeln. 1803 ging Aglio dann auf Einladung Wilkins nach England, wo er erst einmal Zeichenassistent am Caius College in Cambridge wurde, im darauffolgenden Jahr aber nach London zog, wo er mit Wilkins, einem Fellow des Colleges, weiterhin zusammenarbeitete.
Bei einer 1809 unternommenen Irland-Reise fertigte er Landschaftsbilder von der Gegend um Killarney an, die als Twelve Pictures of Killarney veröffentlicht wurden. Er befasste sich, als einer der ersten auf den britischen Inseln, zu Beginn der 1820er Jahre mit der Lithographie. Er war damit recht erfolgreich und durfte 1823 König Georg IV. porträtieren. Auch finden sich in verschiedenen Sammlungen Landschaftsgemälde Aglios, die denen John Constables sehr ähneln.
Am 16. März 1805 heiratete er Letizia Clarke, aus dieser Ehe ging Agostino Aglio hervor, der auch künstlerisch tätig war. Aglio wurde auf dem Highgate Cemetery begraben.

## Werk (Auswahl)
Während von seinen Fresken keine bis in die Gegenwart erhalten zu sein scheinen – mit Ausnahme der zugeschriebenen Ausmalung des Treppenhauses und des Neuen Zimmers des Klosters von Bretton Hall (West Yorkshire) und vielleicht Woolley Hall – haben sich ein Teil seiner Aquarelle und Zeichnungen erhalten, so zum Beispiel drei Skizzenbücher im Victoria and Albert Museum sowie die gedruckten Lithographien.  

### Innendekorationen und Fresken

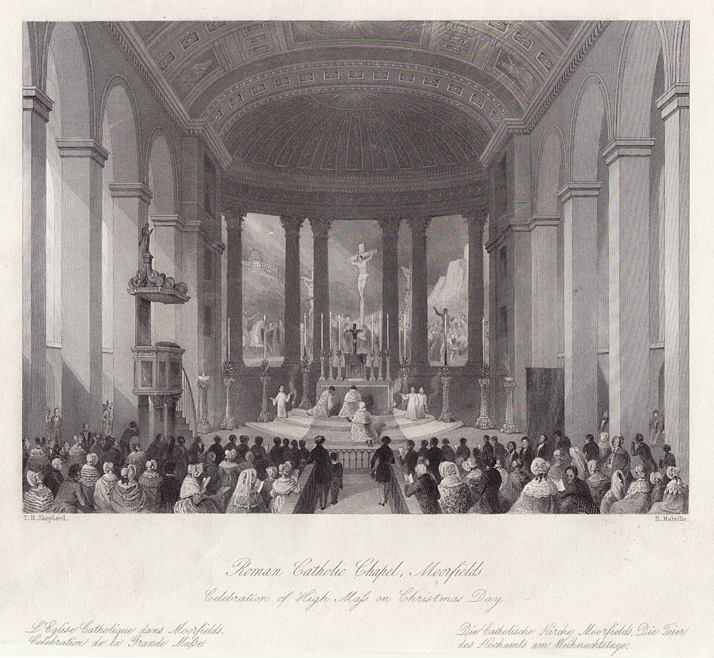
Stich von S. Melville, im Hintergrund das Fresko Aglios in der römisch-katholischen Kirche St Mary Moorfields

- 1804: Innendekoration des Royal Opera House (1808 durch Brand zerstört)
- 1806: Innendekoration des Theatre Royal Drury Lane (1809 durch Brand zerstört)
- 1807/08: Fresken in Woolley Hall (West Yorkshire)
- 1811: Innendekoration des Pantheon in der Oxford Street (1833/34 umgebaut; 1937 abgerissen)
- 1817 oder 1819: Fresko des Kalvarienberges in der Apsis Londoner Kirche St Mary Moorfields’ (1899 abgerissen)
- 1821: Theatervorhang des Theatre Royal Haymarket (zerstört)
- 1822 und 1829: Landschaftsfresken in Woburn Abbey (Bedfordshire) (nicht erhalten)
- 1831 bis 1834: Innendekoration mit Handelsmotiven des Rathauses in Manchester (1877 zerstört)
- Ende der 1830er-Jahre Deckenfresko in der Londoner Kirche St John the Evangelist, Duncan Terrace (Islington)
- Ungefähr zur selben Zeit Fresken in der St James’s Church, Reading (nicht erhalten)
- 1841: Fresken in der anglikanischen Pfarrkirche in Leeds (nicht erhalten)
- 1846: Enkaustik-Arbeiten in einem Gartenpavillon des Parks vom Buckingham Palace
- 1849: fertigte er gemeinsam mit seinem Sohn Agostino Aglio Innendekorationen im Olympic Theatre an (1899 abgerissen)

### Illustrationen
- William Wilkins: Antiquities of Magna Graecia, London 1807.
- Agostino Aglio: Architectural ornaments: or, A collection of capitals, friezes, roses, entablatures, mouldings, &c. drawn on stone, from the antique, London 1820.
- Agostino Aglio: To Godfrey Wentworth Junr. Esqre. this series of sketches of the interior & temporary decorations in Woolley-Hall, Yorkshire, London 1821.
- Charles West Cope: Views of Bolton Abbey and Its Environs, London 1822.
- 1825 erarbeitete er Vorlagen für zehn Illustrationen in George Sinclairs Hortus Ericaeus Woburniensis.
- Im selben Jahr bekam er einen Auftrag mit Edward King, Viscount Kingsborough zusammenzuarbeiten, für dessen Werk Antiquities of Mexico er tausend Farblithographien schuf, u. a. vom Codex Dresdensis.
- Agostino Aglio: Studies of Various Trees and Forest Scenery, 1831 oder 1837. (zwei Nummern)